# Denens
Denens est une commune suisse du canton de Vaud, située dans le district de Morges.

## Toponymie
1177 Disnens, 1216 Dignens, 1228 Digneins, 1453, Dynens. Selon Muret 1914, dont l'hypothèse est actuellement retenue, ce toponyme remonterait au nom de personne germanique Diso.

## Population

### Surnoms
Les habitants de la commune sont surnommés les Fouette-Grenouilles et les Choucas (animal qu'on retrouve sur les armoiries). Ils partagent le premier surnom, qui fait référence à « ceux qui tapaient l'eau des étangs pour faire taire les bruyants amphibiens durant la nuit », avec les habitants de Chevilly et d'Essert-Pittet,.

## Histoire
En 1370, Peronnette de Saillon, dernière héritière du  Château de Denens, épouse Simon de Compey.

## Monuments
La commune compte sur son territoire un château ainsi qu'une église mentionnée dès 1005.
De nombreux épouvantails sont disposés sur le site de la commune, afin, selon la légende locale, d’éloigner les mauvais sorts.